# مدفع مشيد في الموقع

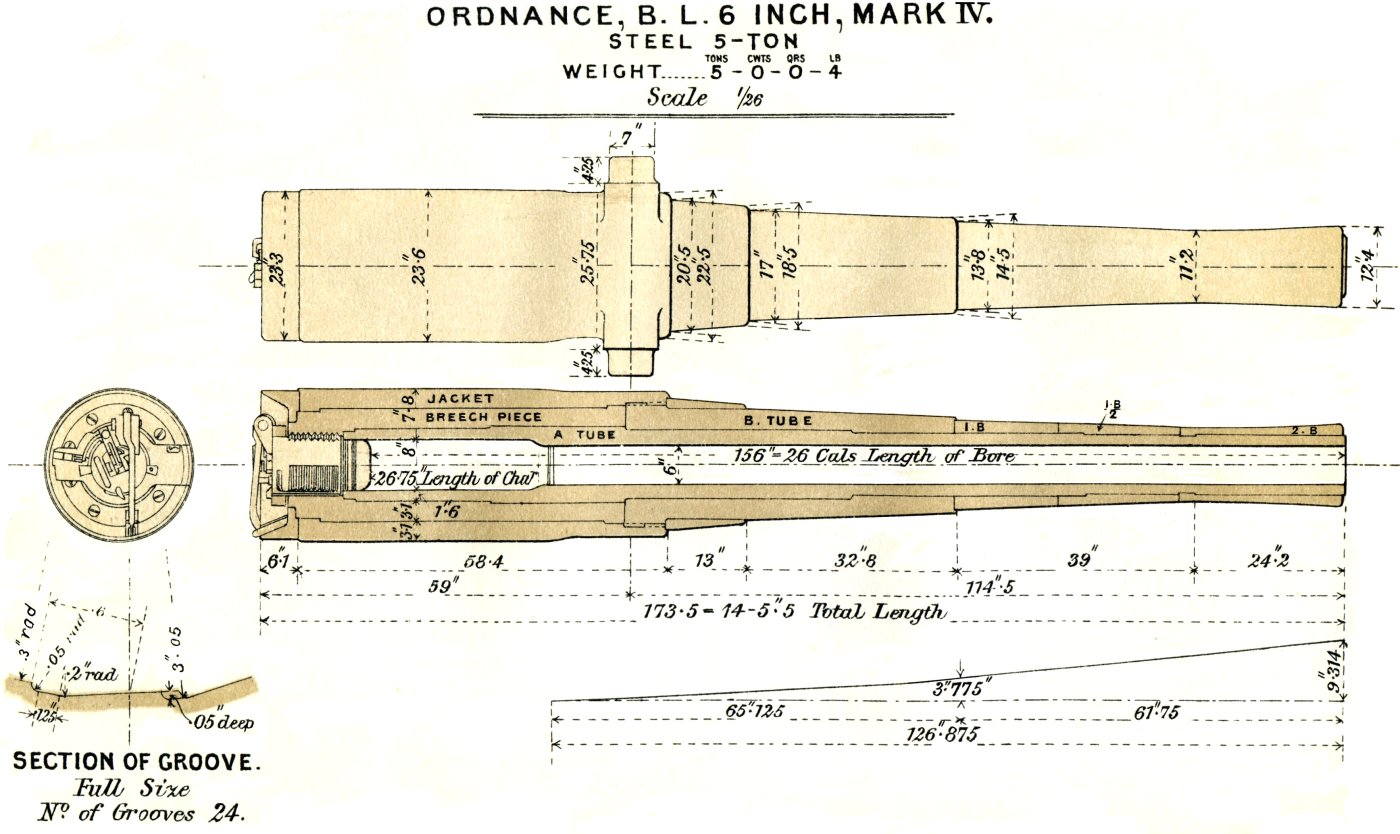

المدفع المشيد في الموقع هو آلية مدفعية ذات سبطانة مسلحة بشكل خاص. يتمدد أنبوب داخلي من المعدن ضمن حد المرونة الخاص به تحت ضغط غازات البارود لنقل الإجهاد إلى الأسطوانات الخارجية الخاضعة للشد. تجمّع أسطوانات معدنية متحدة المركز أو وشائع سلكية لتخفيض الوزن المطلوب لمقاومة ضغط غازات البارود التي تدفع المقذوفة إلى خارج السبطانة. كان البناء عبر التشييد في الموقع الطريقة المعتمدة للمدافع الممولة على الدريدنوت ومدافع السكك الحديدية المعاصرة وللمدفعية الساحلية ومدافع الحصار خلال الحرب العالمية الثانية.

## خلفية تاريخية
تتعلق كل من السرعة والنطاق بشكل مباشر بضغط غازات البارود أو البارود اللادخاني التي تدفع القذيفة إلى خارج سبطانة المدفع. يتشوه المدفع (أو ينفجر) إذا أدت ضغوط الحجرة إلى انفعال في السبطانة يتجاوز حد مرونة معدنها. وصلت سماكة سبطانات مدافع المصنوعة من المعدن المسكوب (معدن الصب) إلى الحد المفيد عند نحو نصف عيار. لم تضف السماكات الزائدة الكثير من جهة عملية، لأن الضغوط الأعلى شكلت شقوق وصدوع تخويش قبل أن يستطيع الجزء الخارجي من الأسطوانة أن يستجيب، وتتمدد هذه الشقوق خلال الإطلاقات التالية.
نشرت أطروحة كلافرينو عن «مقاومة الأسطوانات الجوفاء» في عام 1876 في جورنالي دارتيغليريا. كان المبدأ يقوم على إعطاء الأجزاء الخارجية من المدفع شدًّا ابتدائيًّا، يتناقص تدريجيًّا باتجاه الداخل، مع إعطاء الأجزاء الداخلية حالة ضغط ناظمية من الأسطوانات الخارجية والوشائع السلكية. يتحقق الأداء الأعظمي النظري لو كانت الأسطوانة الداخلية التي تشكل السطح الداخلي المخدد للتخويش تضغط حتى الوصول إلى حد المرونة الخاص بها عن طريق العناصر المحيطة خلال حالة الراحة قبل الإطلاق، وتتوسع إلى حد المرونة الخاص بها بواسطة ضغط الغاز الداخلي خلال الإطلاق.

## التسمية
تسمى الأسطوانة الداخلية التي تشكل الحجرة والتخويش المخدد أنبوبًا، أو تسمى -عند استخدام تقنيات بناء معينة- بطانةً. تسمى أسطوانة الطبقة الثانية الغلاف وتمتد إلى الخلف خارج الحجرة لتضم قفل الحجرة. يمتد الغلاف عادةً إلى الأمام عبر مناطق الضغط الأعلى، عبر زالقة الارتداد، وقد يمتد حتى النهاية وصولًا إلى الفوهة. يمكن للجزء الأمامي من السبطانة أن يكون مدببًا باتجاه الفوهة لأن الضغوط المخفضة تحتاج مقاومة أقل مع اقتراب القذيفة منها. يدعى هذا الجزء المدبب من السبطانة الطراد. تستخدم المدافع الكبيرة جدًّا أحيانًا أسطوانات خارجية أقصر تدعى أطواقًا عندما تصبح الأغلفة ذات الطول الكامل غير عملية بسبب القيود التصنيعية. تسمى الحلقات أمام الزالقة حلقات الطراد. يمكن توسعة الغلاف أو حلقة الطراد الأمامية إلى الخارج على شكل جرس عند الفوهة لزيادة المقاومة لتخفيض الانقسام لأن المعدن في هذه النقطة غير مستند من الطرف الأمامي. استُخدم في بعض الحالات ما يصل إلى أربع أو خمس طبقات -أو سلاسل الحلقات- من الأسطوانات المشدودة المتعاقبة. يرمز إلى الطبقات بالأحرف الأبجدية اللاتينية، أي أن الأنبوب «إيه» يحيط به الغلاف «بي» وحلقات الطراد، وتغلف الأخيرةَ سلاسل الحلقات «سي»، التي تغلفها سلاسل الحلقات «دي»، ...إلخ. تسمى الحلقات المفردة ضمن سلسلة من الحجرة باتجاه الأمام على الشكل: الغلاف بي1، حلقة الطراد بي2، ثم حلقة الغلاف سي1، يتبعها الحلقة سي2، ...إلخ. تصطف مفاصل سلاسل الحلقات المتعاقبة بشكل تراتبي عادةً، ويفضل في سلاسل الحلقات المفردة استخدام الوصلات التراكبية عوضًا عن الوصلات التناكبية لتخفيف ضعف مواضع الوصل. يمكن أن يتغير قطر الأسطوانة بضم أكتاف مشغولة لمنع الحركة الأمامية الطولية للأسطوانة الداخلية ضمن الأسطوانة الخارجية خلال عملية إطلاق النار. تصطف مواضع الأكتاف بشكل مشابه لتخفيف الضعف ما أمكن.